# Frank J. Becker
Frank John Becker (ur. 27 sierpnia 1899 w Brooklynie, zm. 4 września 1981 w Lynbrook) – amerykański polityk, członek Partii Republikańskiej.

## Działalność polityczna
Od 1945 do 1953 zasiadał w New York State Assembly. W okresie od 3 stycznia 1953 do 3 stycznia 1963 przez pięć kadencji był przedstawicielem 3. okręgu, a następnie do 3 stycznia 1965 przez jedną kadencję przedstawicielem 5. okręgu wyborczego w stanie Nowy Jork w Izbie Reprezentantów Stanów Zjednoczonych.